# プロトン-K

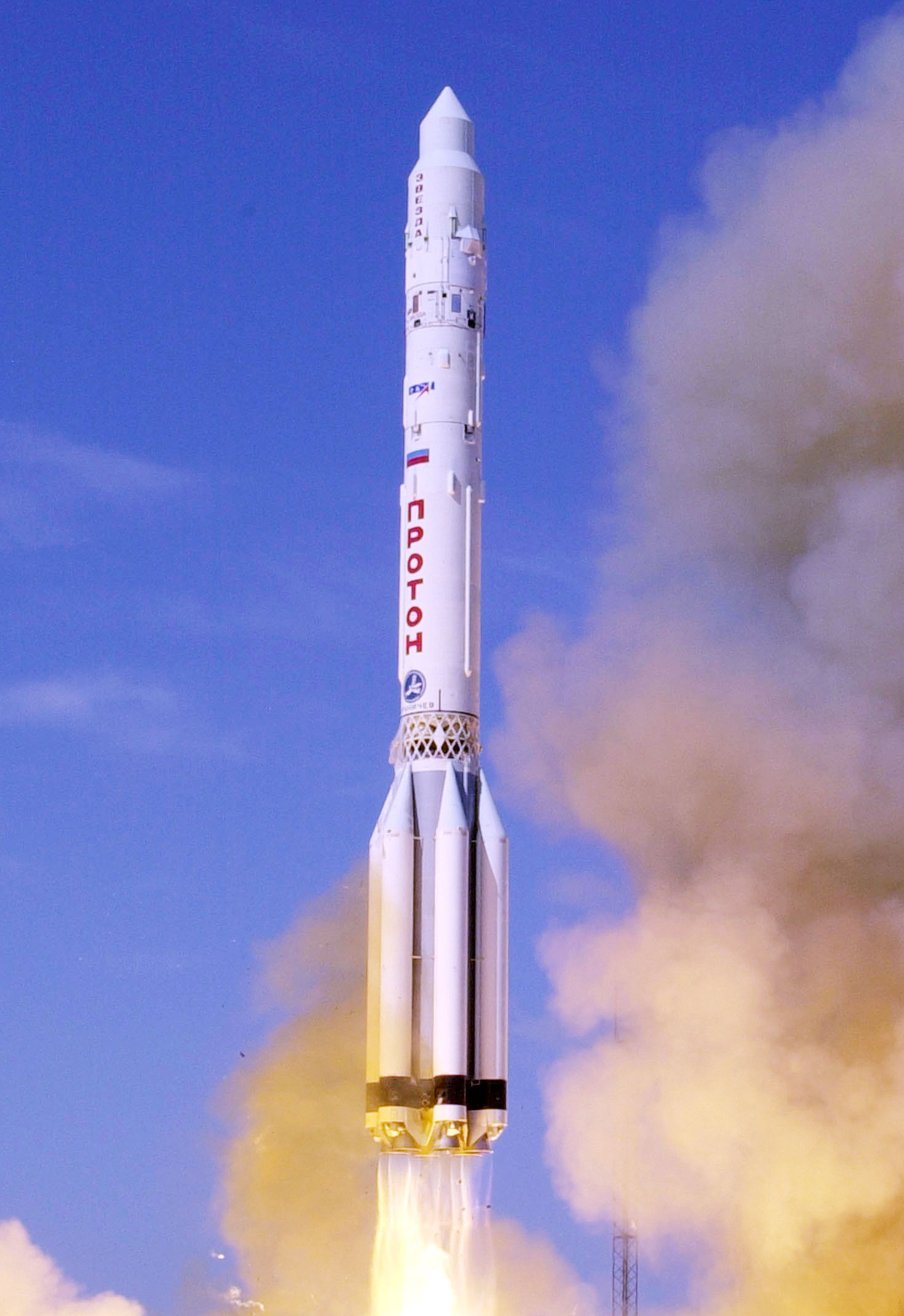
プロトン K
（プロトン8K82K)

プロトン K(プロトン8K82K)は2012年まで使用された上段にブロックDを備える改良型のプロトンロケットである。

## 概要
プロトン Kは燃料として 非対称ジメチルヒドラジンと酸化剤として四酸化二窒素を使用する。これらの接触するだけで燃焼するハイパーゴリック推進剤の使用により、点火装置が不要で常温で保管できる。これにより低温設備が不要で長期間発射台に配備することが可能になる。(同様の能力はアメリカのタイタンロケットシリーズや中国の長征シリーズやソビエト/ウクライナのツィクロンやソビエト/ロシアのコスモス3やコスモス3Mにもある。)蒸発によって推進剤が逃げていく低温燃料エンジンとは対照的である。ハイパーゴリック推進剤は腐食性があり毒性があるので取り扱いには細心の注意を払う必要があり高度に訓練された作業者によって扱われる必要がある。
プロトンK (SL-13) からはRD-0212エンジン1基の3段目を持つ構成になっている。3段式のプロトンKは主に低軌道の人工衛星打ち上げ用として使われる。
ルナ計画やゾンド計画、その他の静止軌道またはそれを超える軌道への投入計画には、N1ロケット5段目として開発されたブロックDを加えた4段式のプロトンK・ブロックD (SL-12) が使われる（プロトンKの4段目はブロックDまたはブロックDM（RD-58エンジン1基）を使用）。4段式のプロトンKは静止トランスファ軌道に約4.8トンの打ち上げ能力をもつ。
任務によっては様々な形式の4段目が追加される。最も単純なブロックDは惑星探査ミッションに使われた。ブロックDは飛行制御を探査機に依存して誘導装置を持たない。3種類のブロックDM派生型(DM, DM2,とDM-2M)は高軌道への打上げに使用された。(低軌道への打上げには4段目は使用しないため、3段に搭載した航法装置を使用。)ブロックD/DMの燃料はエンジンの周囲、酸化剤タンクの後方に設置されたドーナツ形のタンクに貯蔵されるという珍しい方式であった。
45年間使われてきたプロトンKは、2012年3月30日に310機目（1回の打ち上げ前失敗をカウントすると311機目）となる最後の打上げが行われた。